# Dschahan-e Ketab
Dschahan-e Ketab  (persisch جهان کتاب) ist eine monatlich erscheinende iranische Literaturzeitschrift.
Sie wurde 1995 in Teheran gegründet und veröffentlicht Artikel in Persischer Sprache. Die Monatsschrift fokussiert auch Themen, welche die Nachbarländer betreffen. Die Artikel widmen sich der Literaturkritik.
2001 wurde die Zeitschrift mit einem der internationalen Prinz-Claus-Preise ausgezeichnet.